# Betsy Huitema-Kaiser
Betsy Huitema-Kaiser (Hoorn, 26 augustus 1894 – Laren 22 oktober 1978) was een Nederlandse schilderes, aquarelliste en tekenares. Ze woonde een groot deel van haar leven in Hoorn. De laatste zes jaar van haar leven woonde zij in het Rosa Spierhuis.

## Biografie
Kaiser werd geboren in een gezin van twee kinderen. Haar vader, arts Karel Frederik Lodewijk, was de oprichter van het particuliere ziekenhuis De Villa aan de Draafsingel in Hoorn. Haar moeder was Maria Johanna Stooter. Het gezin woonde aan de Onder de Boompjes op nummer 20. Haar grootvader was Johan Willem Kaiser, de ontwerper van de eerste Nederlandse bankbiljetten en postzegels.
Kaiser volgde van 1909 tot 1913 aan de Rijks Normaalschool in Haarlem de opleiding tot onderwijzeres en daarna aan de Universiteit van Amsterdam een vervolgopleiding MO-Akte Delfstof-, Aard-, Plant- en Dierkunde. Hier leerde zij dat ze enig talent voor tekenen had. Op 8 september 1917 behaalde ze haar Akte van Bekwaamheid. Ze werkte enige tijd als assistente bij Johanna Westerdijk op het Phytopathologisch Laboratorium in Baarn. In 1921 ging ze bij de Rijks Hogere Burgerschool in Hoorn als lerares Natuurlijke historie werken. Ondertussen leefde ze ook in Blaricum en Laren, waar zij schilderde. Hier leerde zij ook haar latere man Sybe Huitema kennen. Hij was leraar Duits. Omdat een vrouw na de huwelijksvoltrekking niet mocht blijven werken, werd zij op 22 juli 1930 (de dag na de bruiloft) eervol ontslagen. Hierna signeerde Kaiser haar werken met B. Huitema-Kaiser. Het paar ging daarna samen in Hoorn wonen aan ’t Weeltje (de Weel). Toen de Duitsers het gebouw van de HBS in Hoorn confisqueerden, nam Huitema ontslag als docent Duits.
Tijdens haar opleiding volgde ze ook teken- en schilderlessen bij Jacoba Surie, Ans van den Berg en John Ruys. De werken van Huitema-Kaiser bestaan voornamelijk uit (bloem)stillevens en kinderportretten, beide in stijl van de Amsterdamse School. Landschappen maakte zij ook wel, maar dan buiten, ter plaatse.
In 1967 werden twee van haar werken, te weten Oude zonnebloemen en Jannie E. in de collectie van het Westfries Museum opgenomen. Volgens kunstcriticus D.P. van Wigcheren waren deze twee werken de beste stukken uit de tentoonstelling die zij in 1967 ter gelegenheid van een uitbreiding met een nieuwe vleugel, in het Westfries Lyceum (haar oud-werkgever) hield.
Huitema-Kaiser verhuisde in 1972 naar Laren, waar zij in het Rosa Spier Huis ging wonen. Omdat Huitema-Kaiser vlak voor haar vertrek uit Hoorn al reuma begon te krijgen in haar handen, werd tekenen en schilderen steeds moeilijker. J.C.J. van Schagen adviseerde haar om over te stappen op unicaprint. Hierbij kan ook met sjablonen gewerkt worden, wat voor Huitema-Kaiser prettiger zou werken. Haar nieuwe werken zijn niet langer realistisch, maar nog wel figuratief en ook wel abstract. Ook met haar nieuwe werken hield zij nog enkele (solo)tentoonstellingen, waaronder ook tijdens het jaarlijkse evenement Herfsflora in Singer Laren. Deze tentoonstelling was vlak voor haar overlijden op 22 oktober 1978.

## Tentoonstellingen
Huitema-Kaiser heeft bij een aantal galerieën solotentoonstellingen gehouden. Bij deze tentoonstellingen waren recensenten zowel positief, als zeer kritisch. Hieronder een overzicht van de galerieën:
- September 1938, Kunsthandel Aalderink, Amsterdam
- 21 juni – 10 juli 1941, kunsthandel Aalderink, Amsterdam, samen met haar nicht Louise Ibels[4]
- April 1950, Kunsthandel Santee Landweer, Amsterdam
- 1953, Kunsthandel Santee Landweer, Amsterdam
- 1959, De Drie Hendricken, Amsterdam
- 1972, groepstentoonstelling in De Boterhal, Hoorn[4]
- 1973, Rosa Spier Huis, Laren (N-H)
- 1978, Singer Laren, Laren (N-H)

Tot 1953 kregen de tentoonstellingen landelijke aandacht en werden er ook recensies over haar werken geschreven. Bij de tentoonstelling met haar nicht Louise kreeg deze meer aandacht en ook meer lof dan Huitema-Kaiser.
- Biografisch Portaal: 31525890
- RKD-Nederlands Instituut voor Kunstgeschiedenis: 40464